# Karl Recktenwald

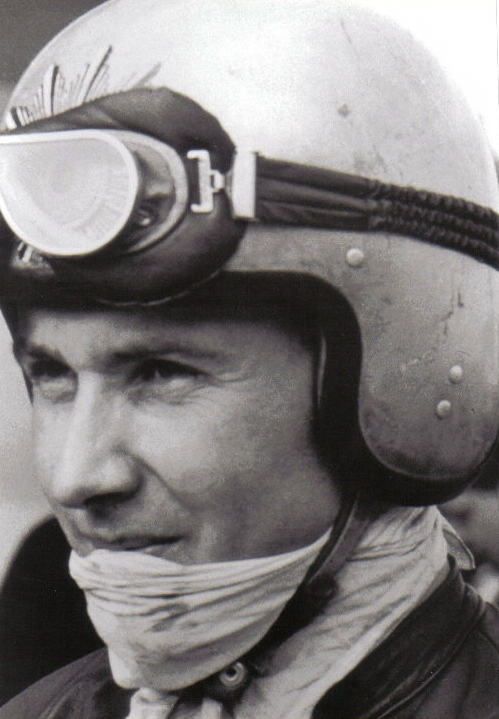

Karl Recktenwald (Winterbach (St. Wendel), 23 april 1939 - Leonberg, 19 juli 1964) was een Duits motorcoureur.

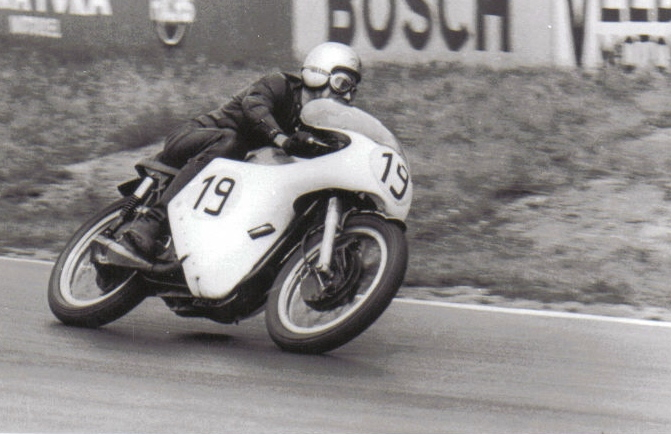
Karl Recktenwald op 14 juli 1964 op de Hockenheimring.

Karl Recktenwald was de enige zoon van brandweerman Walter Recktenwald en zijn vrouw Rosa. Na zijn schooltijd ging hij in de leer als metselaar, maar hij werd motoragent bij de politie van het Saarland. Hij begon met motorfietsen te racen, maar bouwde naast zijn ouderlijk huis ook een restaurant, de "Gaststätte Waldeck".

## Racecarrière
Toen hij aan het einde van de jaren vijftig steeds meer wedstrijden begon te winnen besloot hij om professioneel motorcoureur te worden. Hij werd bekend als "de snelste politieman van Europa". 
In het seizoen 1962 startte hij met een Norton Manx in de 500cc-TT van Assen en de 500cc-Ulster Grand Prix. In beide races werd hij veertiende. In het seizoen 1963 werd hij elfde in de TT van Assen. In het seizoen 1964 werd hij tiende in de TT van Assen, maar na een lang gevecht met Jack Ahearn werd hij tweede in de "Internationalen Preis des Saarlandes" in St. Wendel. 

## Overlijden
Op 19 juli 1964 startte hij in de Grand Prix van Duitsland op de Solitudering bij Stuttgart. Na twee ronden reed hij al op de zevende positie en was hij in gevecht met zijn vriend Walter Scheimann. In de zeventiende ronde blokkeerde het achterwiel van Scheimann. Recktenwald kon hem niet meer ontwijken en beiden kwamen ten val. Scheimann was slechts licht gewond, maar Recktenwald werd met een onderbeenbreuk naar het ziekenhuis van Leonberg gebracht. Daar constateerden de artsen ernstige inwendige verwondingen waaraan hij tegen 17.30 uur overleed. 
Op zijn begrafenis kwamen veel vertegenwoordigers van de Duitse gendarmerie en politie, de ADAC, motorclubs en coureurs.
Leden van de Motorsportclub St. Wendel richtten in de Hedersbachkurve op de Solitudering, waar het ongeval had plaatsgevonden, een gedenkteken op. Op 8 augustus 2014, vijftig jaar na zijn dood, onthulden Jim Redman, Luigi Taveri en Max Deubel een gedenksteen in St. Wendel, ter herinnering aan Karl Recktenwald en de St. Wendeler raceleider August Balthasar.